# Mali Grabičani
Mali Grabičani – wieś w Chorwacji, w żupanii kopriwnicko-kriżewczyńskiej, w gminie Sokolovac. W 2011 roku liczyła 193 mieszkańców.